# Scopula adjunctaria
Scopula adjunctaria är en fjärilsart som beskrevs av Jean Baptiste Boisduval 1840. Scopula adjunctaria ingår i släktet Scopula och familjen mätare. Inga underarter finns listade.